# HCalendar
hCalendar – mikroformatowy standard wyświetlania na stronach sieci WWW i zapisu za pomocą języka XHTML informacji w formacie iCalendar (dawniej vCalendar).